# Nezool
Nezool, también conocido como Nezana (fl. siglo V), fue un rey del Reino de Aksum. La mayor parte de la información sobre Nezool proviene de las monedas acuñadas durante su reinado, en las cuales su nombre aparece a veces como "Nezana".
El historiador S. C. Munro-Hay menciona una teoría según la cual "Nezool" y "Nezana" podrían referirse a dos reyes que habrían compartido un reinado dual en Axum, gobernando de forma conjunta. Aunque Munro-Hay plantea esta posibilidad, no emite un juicio concluyente sobre la veracidad de esta teoría, dejando la cuestión abierta a la interpretación y al debate académico.
El posible reinado dual de Nezool/Nezana, de ser confirmado, ofrecería una perspectiva única sobre la organización política de Axum durante el siglo V, sugiriendo que la estabilidad del reino pudo haber sido sostenida mediante una administración compartida, algo inusual para las monarquías de la época.